# 花咲徳栄高等学校
花咲徳栄高等学校（はなさきとくはるこうとうがっこう）は、埼玉県加須市花崎に所在する私立高等学校。
通称は「（花咲）徳栄」。
1784人の生徒が在籍している（2022年度）。クラブ活動と進学指導の両立を図っている。
社会へ出たときに通用する人間を形成することを目標とし、躾や礼儀を重視した教育を行っている。

## 沿革
本節の出典
- 1981年 - 埼玉県私立学校審議会で学校建設計画承認
- 1982年 - 開校
- 1983年 - プラネタリウム開設
- 1984年 - 食物科開設
- 1985年 - 瞑想の森落成・応援歌制定
- 1987年 - 創立5周年記念式典挙行・校歌の記念碑制作
- 1991年 - 創立10周年記念式典挙行
- 1993年 - 佐藤栄記念会館竣工
- 1994年 - スポーツセンター（第2体育館）屋内温水プール棟・ボクシングジム竣工
- 2002年 - 図書館・和食演習室・喫茶パン工房・サテライト教室・AOルーム竣工
- 2003年 - 新校舎（進学棟）竣工
- 2004年 - 佐藤照子メモリアルスタジアム総合競技場竣工
- 2006年 - 創立25周年記念式典挙行
- 2014年 - 食物科を食育実践科に変更
- 2015年 - 文部科学省スーパー食育スクール事業に指定される
- 2017年 - 第99回全国高等学校野球選手権大会優勝

## 校名の由来
加須市花崎に位置することからそれにちなんで「花咲」に、佐藤栄学園による運営であることから系列の埼玉栄中学校・高等学校・栄東中学・高等学校と同じく「栄」を一字とり「徳栄」に、「栄」の文字を「はる」と読ませ、「はなさきとくはる」としたという通説があるが、本来は、生徒一人ひとりの「徳」を積み、それぞれの「花」を咲かせるという意味がある。

## 校歌
佐藤照子作詞、金田あきお作曲
4番まで歌詞があり、1番ごとに春夏秋冬を題材にした校歌になっている。

## 設置コース
- 普通科
  - α（アルファ）コース
    - α理数選抜クラス … 医歯薬理系大学への現役合格を目指す。
    - α特別選抜クラス … 最難関（早慶上理など）への現役合格を目指す。
    - α文理選抜クラス … 国公立大学、G-MARCHなどへの現役合格を目指す。2年次から文系と理系に分かれる。

  - AD（アドバンス）コース
    - AD選抜進学クラス … 国公立大学、難関私立（G-MARCH）への現役合格を目指す。2年次から文系と理系に分かれる。
    - AD特別進学クラス … 日東駒専・成蹊大学・成城大学・獨協大学・國學院大學・武蔵大学などを目指す。2年次から文系と理系に分かれる。
    - AD総合進学クラス … 有名私立大学、系列大学、専門系大学、専門学校への進学を目指す。2年次から学芸（音楽・美術）・情報・保健体育系列に分かれる。
- 食育実践科 … 卒業と同時に調理師資格を取得することが可能。

## 部活動
ボクシング部・競泳部・女子硬式野球部・空手道部・女子ソフトボール部などが全国大会の常連である。野球部も創部8年目に監督に迎えた稲垣人司によって埼玉県の強豪校となった。稲垣の死去後は岩井隆が監督に就任し、2001年夏（第83回）に甲子園初出場。2003年春（第75回）ではベスト8に入り、準々決勝の花咲徳栄対東洋大姫路延長15回引き分け再試合で知られている。2015年夏（第97回）では埼玉県勢12年ぶりとなるベスト8、2017年夏（第99回）では初の決勝進出（埼玉県勢24年ぶり）を果たし、決勝では広陵高校を破り埼玉県勢としては初となる夏の甲子園優勝を果たした。漫画研究部がまんが甲子園で1999年と2003年に準優勝に輝いている。吹奏楽部がシードを獲得し毎年県大会、西関東大会に進んでいる。 
- 硬式野球
  - 選抜高等学校野球大会に4度（2003年〈第75回〉・2010年〈第82回〉・2013年〈第85回〉・2016年〈第88回〉・中止となった92回大会を含めると5回）、選手権に8度（2001年〈第83回〉・2011年〈第93回〉・2015年〈第97回〉・2016年〈第98回〉・2017年〈第99回〉・2018年〈第100回〉・2019年〈第101回〉・2024年〈第106回〉）出場しており、埼玉県内の強豪校でもある。最高成績は選抜はベスト8、選手権は優勝（2017年〈第99回〉）である[6]。そのほか関東大会にも多数回出場しており、プロ野球選手を多数輩出している。また、中止となった92回選抜高校野球大会の救済措置として開催された2020年甲子園高校野球交流試合でも勝利を収めている。
- 女子硬式野球
  - 全国タイトルが計7回（全国高等学校女子硬式野球選手権大会2回・全国高等学校女子硬式野球選抜大会3回・全日本女子硬式野球ユース選手権大会2回）の強豪である。以前は橘田恵・濱本光治が監督・コーチだった。
- 女子ソフトボール
  - 高校総体に2度、全国高等学校ソフトボール選抜大会に2度出場している。最高成績は選抜、総体共にベスト8である。

- 軟式野球（男子）
- 駅伝競走
- 陸上競技
- 男子バスケットボール
- 女子バスケットボール
- 剣道
- サッカー（男子）
- 女子サッカー
- 男子バレーボール
- 女子バレーボール
- 卓球
- 弓道
- 空手道
- ソフトテニス
- 硬式テニス
- ラグビー（男子）
- 体操
- アーチェリー
- アメリカンフットボール
- バドミントン
- 競泳
- ハンドボール（男子）
- 柔道
- アマチュアレスリング（男子）
- ダンス（女子）
- 応援団[注釈 1]
- バトン
- 英語研究
- 美術
- 漫画研究
- 茶道
- 理科学
- 合唱
- 吹奏楽
- 書道
- 写真
- ギター
- 手芸・クッキング
- コンピュータ
- 和太鼓同好会
- 会計学研究同好会
- 小倉百人一首同好会（競技カルタ）

## 進路状況
卒業生の約7割が大学・短大へ、約2割弱が専門学校へ進学する。就職は1割程度。

## 制服
1982年の開校時から1991年3月まで
グレーのブレザーに黄色のネクタイ（通称・たくあん）、紺色ズボン・スカート。
1991年4月から2002年3月まで
グレーのブレザーにネクタイまたはリボン（スカートは紺色と緑色のタータンチェックになった）。このネクタイ・リボンは赤・青・緑から好きな色を選んで着用できる制服になった。
2002年4月以降
大幅なモデルチェンジを行い、紺色のブレザーに変更（紺色ズボンとチェック柄スカート）。ネクタイは赤色、リボンは赤・水色から好きな色を選んで着用するスタイルに変更された。夏服のブラウスは白色・ピンク色・水色から好きな色を選択して着用できるようになっている。

## アクセス
- 東武伊勢崎線花崎駅より徒歩10分[8]。

## 著名な出身者
野球
- 阿久根鋼吉
- 阿部俊人
- 新井智
- 池田郁夫
- 愛斗
- 神田大介
- 根元俊一
- 若月健矢
- 高橋昂也
- 岡﨑大輔
- 楠本泰史
- 西川愛也
- 清水達也
- 長谷川威展
- 松井颯
- 野村佑希
- 韮澤雄也
- 井上朋也
- 味谷大誠
- 藤田大清
- 石塚裕惺
- 上原堆我
- 小久保志乃
- 高島知美
- 石塚ちづる
- 松谷比菜乃
- 大山唯
- 寺部歩美
- 堀越美紀
- 太田あゆみ
- 中村柚葉
- 御山真悠
- 品田寛介
- 品田操士

サッカー
- 池田昌広
- 遠藤幹人
- 金久保彩
- 金子豊
- 黒津勝
- 津田琢磨

ボクシング
- 芦田崇宏
- 石井渡士也
- 岩渕真也
- 内山高志
- 宇津木秀
- 大迫亮
- カズ有沢
- 新藤寛之
- 関根幸太朗
- 鳥海純
- 波田大和[9]
- 矢代義光
- 渡部あきのり
- 並木月海
- 宮本武勇志

その他
- グレート-O-カーン（プロレス）
- 中村倫也 (レスリング)
- 守岡未央（トランペット奏者）
- 佐藤望実（バレーボール）
- 山口裕子 (ゴルファー)
- 大川茉由（ソフトボール）
- 島村清孝（陸上競技）
- 川内鴻輝（政治家）
- 髙橋明宏（料理人）
- 柴田一幸（元俳優）
- 赤澤岳（レスリング）
- 虎龍清花（プロレス）